# Verilus sordidus
Verilus sordidus is een straalvinnige vissensoort uit de familie van acropomaden (Acropomatidae). De wetenschappelijke naam van de soort werd voor het eerst geldig gepubliceerd in 1860 door Poey.